# Letni časi
Létni čási so ena od razdelitev leta, povezana s spremembami vremena. Nastanejo zato ker je Zemljina lastna os vrtenja nagnjena glede na ravnino, po kateri kroži okoli Sonca (ekliptika). Tako ob različnih letnih časih sončni žarki padajo pod različnimi koti. Posledično je južna oziroma severna polobla Zemlje različno ogreta ob različnih delih leta. 
Štirje letni časi z začetki na severni polobli:
- pomlad z začetkom na pomladno enakonočje okoli 21. marca
- poletje z začetkom na poletni obrat okoli 21. junija
- jesen z začetkom na jesensko enakonočje okoli 23. septembra
- zima z začetkom na zimski obrat okoli 22. decembra

Meteorološki letni časi se nekoliko razlikujejo in se nanašajo na tri cele mesece. Zima tako obsega mesece december, januar in februar.

## Galerija
- Zima, čas ko so rastline na počitku.
- Pomlad, rastline zacvetijo in začno ponovno rasti.
- Poletje
- Jesen, rastline odvržejo liste.